# CONCACAF Cup 2015
De CONCACAF Cup 2015 (Spaans: Copa Concacaf 2015) was de eerste editie van dit voetbaltoernooi dat werd georganiseerd door de Noord- en Centraal-Amerikaanse en Caraïbische voetbalbond. De CONCACAF Cup werd gehouden op 10 oktober 2015 in de Rose Bowl te Pasadena (Verenigde Staten). De winnaars van de twee meest recente CONCACAF Gold Cups streden tegen elkaar om deelname aan de FIFA Confederations Cup. Mexico won de wedstrijd door de Verenigde Staten na verlenging met 3-2 te verslaan en kwalificeerde zich hierdoor voor de FIFA Confederations Cup 2017.

## Geschiedenis
Sinds 1992 vindt de FIFA Confederations Cup plaats. Oorspronkelijk werd dit toernooi tweejaarlijks gehouden, maar sinds 2005 staat het slechts een keer in de vier jaar op het programma. Naast het gastland en de regerend wereldkampioen hebben ook de zes continentale kampioenen het recht om aan het toernooi mee te doen.
De CONCACAF Gold Cup (het kampioenschap van Noord- en Centraal-Amerika en de Caraïben), wordt om de twee jaar gehouden. Tot en met 2013 betekende dit dat de winnaar van de meest recente Gold Cup zich plaatste voor de Confederatiebeker (aan de Confederatiebeker van 2013 deed bijvoorbeeld de Gold Cupwinnaar van 2011 mee, en niet die van 2009). In april 2013 kondigde de CONCACAF echter aan dat er vanaf de Confederatiebeker van 2017 een beslissingsduel zal worden gespeeld tussen de winnaars van de twee meest recente Gold Cups. Volgens CONCACAF-voorzitter Jeffrey Webb gaf dit de winnaar van elke Gold Cup evenveel kans om de bond te vertegenwoordigen op het internationale podium. Indien een land beide edities zou winnen, dan zou dit land zich automatisch plaatsen voor de Confederatiebeker.

## Gekwalificeerde landen
| Land             | Gekwalificeerd als             | Kwalificatiedatum |
| ---------------- | ------------------------------ | ----------------- |
| Verenigde Staten | Winnaar CONCACAF Gold Cup 2013 | 28 juli 2013      |
| Mexico           | Winnaar CONCACAF Gold Cup 2015 | 26 juli 2015      |

## Speelstad
Op 26 juli 2015 kondigde de CONCACAF aan dat de CONCACAF Cup zou worden gespeeld op 10 oktober van datzelfde jaar, in de Rose Bowl in Pasadena. De Rose Bowl was in het verleden onder meer decor van de finale van het WK voetbal 1994 en de finale van het WK voetbal vrouwen 1999.
| Rose Bowl                                      |
| Capaciteit: 94.392                             |
|                                                |
| · Pasadena Locatie speelstad CONCACAF Cup 2015 |

## Wedstrijddetails
|                                                    |                                           |              |                       |                                                                                     |
| 10 oktober 2015 «onderlinge duels» 18:35 uur UTC−7 | Mexico                                    | 3 – 2 (n.v.) | Verenigde Staten      | Rose Bowl, Pasadena Toeschouwers: 93.723 Scheidsrechter: Joel Aguilar (El Salvador) |
| 10 oktober 2015 «onderlinge duels» 18:35 uur UTC−7 | J. Hernández 10' Peralta 96' Aguilar 118' | Verslag      | 15' Cameron 108' Wood | Rose Bowl, Pasadena Toeschouwers: 93.723 Scheidsrechter: Joel Aguilar (El Salvador) |

| Mexico | Verenigde Staten |

| Mexico:                            |    |                     |     |     |
|                                    |    |                     |     |     |
| DM                                 | 12 | Moisés Muñoz        |     |     |
| RV                                 | 22 | Paul Aguilar        | 21' |     |
| CV                                 | 15 | Héctor Moreno       | 43' |     |
| CV                                 | 5  | Diego Reyes         |     |     |
| LV                                 | 7  | Miguel Layún        |     |     |
| VM                                 | 4  | Rafael Márquez      | 76' |     |
| CM                                 | 16 | Héctor Herrera      |     |     |
| CM                                 | 18 | Andrés Guardado     | 80' |     |
| RA                                 | 9  | Raúl Jiménez        |     |     |
| LA                                 | 19 | Oribe Peralta       | 35' |     |
| CA                                 | 14 | Javier Hernández    | 98' |     |
| Wisselspelers:                     |    |                     |     |     |
| V                                  | 3  | José Arturo Rivas   | 76' |     |
| M                                  | 10 | Jesús Manuel Corona | 98' |     |
| M                                  | 17 | Javier Güémez       | 80' | 95' |
| Coach:                             |    |                     |     |     |
| Ricardo Ferretti                   |    |                     |     |     |
|                                    |    |                     |     |     |
| Assistent-scheidsrechters:         |    |                     |     |     |
| Juan Francisco Zumba (El Salvador) |    |                     |     |     |
| Leonel Leal (Costa Rica)           |    |                     |     |     |
| Vierde official:                   |    |                     |     |     |
| Marlon Mejía (El Salvador)         |    |                     |     |     |

| Verenigde Staten: |    |                  |      |
|                   |    |                  |      |
| DM                | 1  | Brad Guzan       |      |
| RV                | 23 | Fabian Johnson   | 111' |
| CV                | 20 | Geoff Cameron    |      |
| CV                | 5  | Matt Besler      | 52'  |
| LV                | 7  | DaMarcus Beasley |      |
| VM                | 15 | Kyle Beckerman   |      |
| RM                | 13 | Jermaine Jones   |      |
| LM                | 9  | Gyasi Zardes     | 78'  |
| AM                | 4  | Michael Bradley  | 87'  |
| CA                | 17 | Jozy Altidore    | 98'  |
| CA                | 8  | Clint Dempsey    |      |
| Wisselspelers:    |    |                  |      |
| V                 | 3  | Brad Evans       | 11'  |
| M                 | 2  | DeAndre Yedlin   | 78'  |
| A                 | 11 | Bobby Wood       | 98'  |
| Coach:            |    |                  |      |
| Jürgen Klinsmann  |    |                  |      |

| Winnaar CONCACAF Cup 2015 |
| ------------------------- |
| Mexico Eerste titel       |